# SN 2008dz
SN 2008dz – supernowa typu II odkryta 2 lipca 2008 roku w galaktyce NGC 5123. W momencie odkrycia miała maksymalną jasność 17,40m.